# 萩野末吉
萩野 末吉（はぎの すえきち、1860年10月14日（万延元年9月1日 ） - 1940年（昭和15年）2月13日）は、日本陸軍の軍人。最終階級は陸軍中将。情報将校の元祖として知られる。

## 経歴
岡山藩士・萩野閑吾の二男として生れる。1875年（明治8年）12月、陸軍教導団に入団。1881年（明治14年）12月、陸軍士官学校（旧4期）を卒業し、歩兵少尉に任官。1883年（明治16年）2月、近衛歩兵第1連隊付となる。
1885年（明治18年）4月、参謀本部出仕（管東局）となり、同年5月から1888年（明治21年）5月、ウラジオストクに留学し、シベリアから蒙古までを偵察した。1888年5月、参謀本部出仕となり、同年11月に帰国。1889年（明治22年）11月、陸軍幼年学校副官に就任し、参謀本部出仕を経て、1892年（明治25年）5月から1895年（明治28年）5月までロシアに留学し、この間、1892年11月から1893年（明治26年）9月までロシア近衛歩兵第4連隊付となる。1895年5月に帰国し参謀本部出仕となり、1896年（明治29年）5月、伏見宮貞愛親王の欧州・ロシア出張に随行し、同年8月から10月までシベリア旅行を行って帰国した。1898年（明治31年）10月、歩兵少佐に進級し参謀本部第3部員に就任。1899年（明治32年）1月、参謀本部第1部員に転じ、1900年（明治33年）10月、チーフー、旅順、南満州、韓国の視察旅行に派遣された。
1903年（明治36年）6月、歩兵中佐に昇進し歩兵第12連隊付となる。1904年（明治37年）2月、日露戦争に第1軍参謀として従軍。翌年6月、歩兵大佐に進級し歩兵第12連隊長となる。以後、ロシア大使館付を経て、1910年（明治43年）6月、陸軍少将に進み歩兵第29旅団長に就任。1912年（明治45年）4月、台湾第2守備隊司令官に転じ、1914年（大正3年）8月に待命となり、同年9月8日、陸軍中将に進級と同時に予備役に編入された。シベリア出兵に伴い召集を受け、1919年（大正8年）1月から1922年（大正11年）11月まで浦塩派遣軍司令部付となった。

## 栄典
勲章等
- 1895年（明治28年）11月18日 - 明治二十七八年従軍記章[5]
- 1902年（明治35年）5月10日 - 明治三十三年従軍記章[6]
- 1914年（大正3年）5月16日 - 勲二等瑞宝章[7]
- 1919年（大正8年）12月15日 - 戦捷記章[8]

外国勲章佩用允許
- 1896年（明治29年）12月1日 - ロシア帝国：神聖アンナ第三等勲章[9]

## 親族
- 長男 萩野健雄（陸軍中佐）[1]
- 娘婿 川口清健（陸軍少将）[1]